# Sarcophaga papei
Sarcophaga papei är en tvåvingeart som beskrevs av Nandi 1994. Sarcophaga papei ingår i släktet Sarcophaga och familjen köttflugor.
Artens utbredningsområde är West Bengal (Indien). Inga underarter finns listade i Catalogue of Life.